# Мюнцер, Томас
То́мас (Фома) Мю́нцер ( Штольберг, около 1489 г.) — 27 мая 1525, Мюльхаузен) — немецкий проповедник времён Реформации, выступавший против греховного уклада жизни, противопоставляя ему евангельский идеал. С движением Мюнцера было связано масштабное восстание немецких крестьян, боровшихся против сословного неравенства, феодального гнёта и папизма (немецкая крестьянская война XVI века).

## Учение
Родился в Штольберге (ныне земля Саксония-Анхальт) в 1489 году, учился в Виттенберге и стал священником. Подобно Лютеру, Мюнцер увлёкся мистиками, но, захваченный социально-религиозным брожением в народе, пришёл к апокалиптическим представлениям и идее установления царства божия на земле (хилиазм). Он стал отвергать внешнее откровение: лишь тот, кто истерзан сердцем, кто в душевных бурях познал бога — истинный его избранник. Писание лишь убивает, но не оживляет. Божьим избранникам должны служить государи; народы, не подчиняющиеся им, должны погибнуть.
В 1520—1521 годах Мюнцер проповедовал в саксонском Цвиккау по приглашению священника церкви Девы Марии Иоганна Сильвиуса Эгрануса: сначала в самой главной городской церкви и затем в церкви св. Екатерины. Здесь он проявил себя как пламенный оратор, как самый яркий выразитель настроения, охватившего ремесленные слои города; его грубая речь, ветхозаветные аллегории как раз отвечали простонародным представлениям (см. Цвиккауские пророки). Вместе с тем радикальные идеи Мюнцера привели к открытому конфликту с городским советом Цвиккау.
Подозреваемый в подготовке бунта и отставленный магистратом, Мюнцер едет в Прагу, где громит «попов и обезьян». Затем Мюнцер появляется в городе Альштедте (в Тюрингии), собирает прежних своих сторонников и проповедует установление на земле царства «святых»: «Израиль» (избранники) должен истребить безбожных «ханаанитов». Руководимые Мюнцером энтузиасты разрушают иконы и жгут церкви, как «пещеры дьявола». Мюнцер развивает здесь и социальный идеал: всюду должно водвориться равенство и братство, правители должны сравняться с последним христианином. В своих посланиях к властям и городам Мюнцер заявляет, что призван богом к истреблению тиранов; право меча — у общин, а не у князей.
Памфлеты его были подписаны: Мюнцер с молотом, Мюнцер с мечом Гедеона. Один из памфлетов был посвящён «светлейшему, высокорождённому владыке и всемогущему Господу Иисусу Христу». Лютеру и умеренной, чисто церковной реформе был объявлен полный разрыв. Лютер называл Мюнцера «альштедтским сатаной», а Мюнцер Лютера — виттенбергским папой, архиязычником, льстецом князей, освободившим совесть только от папы, но держащим её в плотском плену.

## Теократический «коммунизм» Мюнцера. Восстание крестьян
После новых странствований по южной Германии, где Мюнцер завязал отношения с революционерами и вождями готовившегося крестьянского восстания, он утверждается в конце 1524 года опять в средней Германии, в имперском городе Мюльхаузене.
Здесь он становится, вместе с бывшим монахом Генрихом Пфайфером, во главе простого народа и заставляет капитулировать зажиточных бюргеров и магистрат. Избирается новый «вечный, христианский» магистрат, из «бедных» и «земледельцев». В городе проводится общность имуществ; сторонники Мюнцера конфискуют монастырские владения, в соседних землях захватывают монастыри и замки дворян, не поддерживающих Мюнцера.
В новом строе Мюнцер не занимал определённой должности, а держал себя как пророк и вдохновитель; отпустив длинную бороду, «как отцы-патриархи», он торжественно появлялся в народе и творил суд на основании закона Моисеева; перед ним носили красный крест и обнажённый меч. Его проповеди в церкви Святой Марии гремели против роскоши, золота, «идолов в домах и сундуках»; главной его темой было — истребление тех, кто является врагом Христа, то есть выступает против раннехристианских идеалов равенства и братства.
Скоро к городскому движению примкнули крестьяне. Восстание крестьян вспыхивает в Тюрингии одновременно с южногерманским, но отмечено здесь отличительной чертой, которую именно выражал главным образом Мюнцер: оно носит теократический характер, в духе чешского таборитства, с обращением к ветхозаветным образам. Начавшуюся Реформацию и крестьянское движение Мюнцер толковал наиболее радикальным образом; он призывал к полному социальному перевороту и установлению народной власти.
Война католиков и лютеран на территории Германии завершилась Аугсбургским религиозным миром (1555), согласно которому лютеранство становилось равноправной католичеству религией по принципу cujus regio, ejus religio. Реформация нанесла тяжелый удар католической церкви; лютеранство приняли ряд германских княжеств и городов, а также скандинавские государства.
В 1529 году католики добились на 2-м Шпейерском рейхстаге (ландтаге) решения об отмене права князей определять религию своих подданных (то есть, по существу, признавать государственной религией не католичество, а лютеранство). Несколько князей и представителей городов подали императору протест против этого решения, ссылаясь, в частности, на то, что вопрос о религии — дело совести, а не предмет решения большинством голосов. С тех пор приверженцев церквей и религиозных учений, созданных Реформацией, называют протестантами.
Общим лозунгом массовых религиозных движений был призыв к церковной реформе, к возрождению истинного, первоначального христианства, неискаженного духовенством. В своеобразных условиях XVI в. священное писание стало идейным оружием в борьбе против католической церкви и феодального строя, а его перевод с латыни на народный язык — средством революционной агитации и пропаганды. Текстами писания реформаторы обосновывали требование возрождения апостольской церкви; крестьянство и городские низы находили в Новом завете идеи равенства и «тысячелетнего царства», не знающего феодальной иерархии, эксплуатации, социальных антагонизмов. Реформация, начавшаяся в Германии, охватила ряд стран Западной и Центральной Европы.

## Программа сторонников Мюнцера
Большинство крестьянских руководителей были склонны к переговорам с господами и являлись противниками революционной тактики. Однако пропаганда связанных с Мюнцером анабаптистов стала организующим фактором стихийно начавшихся здесь крестьянских волнений. Жалобы крестьян и городских низов на своих господ объединялись этими пропагандистами в общую программу борьбы угнетённого народа против всех господ, за новый социальный порядок. В кругах, близких к Мюнцеру, в конце 1524 или начале 1525 г. была составлена первая программа революционного крестьянства. Этот документ явился для восставших крестьян наиболее революционной программой, так как требования, заключавшиеся в нём, означали решительную борьбу против всех господ. С самого начала Крестьянской войны «письмо-тезисы» предъявлялось восставшими крестьянами многим городам и общинам.
«Статейное письмо» начинается энергичным заявлением о том, что существующее положение не может и не должно продолжаться далее. Задача объединившегося народа заключается в том, чтобы «освободиться совсем». Мирное решение этой задачи возможно только в том случае, если весь народ (включая верхи общества) перестроит жизнь на основе служения «общей пользе». Если же существующие тяготы не будут устранены, то дело не обойдётся без кровопролития. Большое внимание уделяется в «Статейном письме» внутреннему единству народного союза, созданного для служения «общей пользе». В документе объявляется, что те, кто отказывается вступить в «братское объединение» и заботиться об «общей пользе», не могут рассчитывать на услуги других членов общества. Они должны быть подвергнуты «светскому отлучению», как атрофированные члены тела. Все замки знати и все монастыри, являющиеся очагами предательства и народного гнёта, должны быть объявлены «с данной же минуты» в состоянии светского отлучения. Только те дворяне, монахи и священники, которые откажутся от своего настоящего положения, направятся в обыкновенные дома и захотят вступить в братское объединение, будут дружески приняты вместе со своим имуществом и получат всё, что полагается им по «божественному праву».
«Статейное письмо» было первой общей программой восставшего крестьянства, сформулировавшей антифеодальные цели его борьбы и указавшей главные вражеские очаги, против которых должны быть направлены силы всего народа. К тому же программа была составлена в боевом духе, не допускающем компромисса. Требование революционной программы, чтобы объединившиеся народные массы сёл и городов, действуя силой и не останавливаясь перед кровопролитием, ликвидировали вражеские очаги и установили справедливый порядок, основанный на «общей пользе», являлось по существу требованием перехода власти к простому народу, на чём настаивал Мюнцер. Несмотря на то, что лежавшие в основе «Статейного письма» идеи «общей пользы» и народной власти могли быть тогда поняты лишь немногими, его появление и распространение имели на этом первом этапе Крестьянской войны важное организующее значение.
Документ не содержит никаких конкретных предложений по разрешению спорных вопросов с господами и никакой просьбы облегчения тягот. Его составители заявляли о полном устранении силами народа феодальных господ и упразднении зависимости от них крестьян. Объединённый народ ликвидирует вражеские очаги и установит тот порядок, который он считает справедливым, полагая, что и все прочие должны иметь то, что им принадлежит согласно «божественному праву». В основу этой программы положен принцип передачи власти народу то есть тот принцип, на котором настаивал Мюнцер.

### «Письмо-тезисы»
Почтенные, мудрые, благосклонные господа, друзья и любезные соседи! Так как до настоящего времени на бедный и простой люд в городах и деревнях вопреки Богу и всякой справедливости налагались большие тяготы духовными и светскими господами и властями, которых они и мизинцем не трогали, то из этого следует, что подобного бремени и отягощения невозможно ни переносить, ни терпеть, если только простой бедный человек не хочет пустить совсем по миру с нищенским посохом — себя самого, своё потомство и потомство потомства. Потому программа и план этого христианского объединения заключается в том, чтобы с помощью Бога освободиться, и притом, насколько это возможно, без вооружённой борьбы и кровопролития, что, впрочем, не может быть осуществлено без братского поощрения и объединения во всех делах, касающихся общей христианской пользы и содержащихся в этих приложенных статьях, как за тем следует. Поэтому в том наша дружеская просьба, желание и братское стремление, чтобы вы добровольно и дружелюбно вступили в это христианское объединение и братство для того, чтобы дело общехристианской пользы и братской любви было восстановлено, воздвигнуто и приумножено. Если вы так поступите, то это будет проявлением воли Бога во исполнение его заповеди о братской любви. Если же вы это отвергнете, чего мы все же никак не ожидаем, то мы объявляем вас в светском отлучении и в силу данного письма будем вас считать в этом состоянии до тех пор, пока вы не откажетесь от вашего намерения и не вступите с доброй волей в это христианское объединение. Всё это мы из лучших намерений не хотим скрыть от вас — наших любезных господ, друзей и соседей. Желаем получить от совета и общины письменный ответ на это письмо через этого же посланца. В этом заключаются Божьи заповеди.

Светское отлучение заключается в следующем. Все состоящие в этом христианском объединении должны считать делом своей чести и высшей обязанностью с теми, которые отказываются вступать в братское объединение и способствовать общей христианской пользе, не иметь и не поддерживать никакого общения: с ними — ни есть, ни пить, ни купаться, ни молоть, ни удить, ни пахать, ни боронить, также не привозить для них и не доставлять им пищи, ни напитков, ни дров, ни мяса, ни чего-либо другого; не покупать у них и не продавать им ничего. Пусть они будут оставлены, как отрезанные и мёртвые члены, поскольку они в этих делах не только не помогают общей пользе и земскому миру, а наоборот, препятствуют им. Пусть им будет отказано в допущении ко всем рынкам, в общинные леса, воды и луга, не находящиеся в их распоряжении. И кто из вступивших в наше объединение нарушит это, пусть также будет исключён из общества и наказан тем же отлучением и изгнан к противникам вместе с женою и детьми.

## Поражение и казнь
В то время, как князья средней Германии собрали военные силы для обуздания тюрингенских крестьян и подвигались к центру влияния Мюнцера, он ждал появления из-за гор франконских крестьян и переписывался с югом. Наконец, он решился выйти навстречу княжескому войску при Франкенгаузене, во главе 8000 крестьян, большей частью плохо вооружённых и без конницы. На требование выдать Мюнцера крестьяне ответили отказом; он обратился к ним ещё раз с горячим воззванием, уверяя, что Бог отклонит от них выстрелы. После битвы, кончившейся полным разгромом крестьян, Мюнцер скрылся в городе; но его нашли, пытали и обезглавили.

## Память
О Мюнцере, помимо сочинений, относящихся к истории крестьянского восстания, см. Strobel, «Leben, Schriften u. Lehren Th. Müntzers» (1795); Seidemann, «Th. Münzer» (1842); Merx, «Th. Munzer u. Pfeiffer» (1889). Исторический роман «Томас Мюнцер и его друзья» (нем. Thomas Münzer und seine Genossen, 1845), Кёлер, Людвиг. В XX веке много литературы о Мюнцере создано в ГДР, где Мюнцер считался национальным героем, а его портрет изображался на банкнотах в 5 марок. В 1956 году в ГДР сняли о нём фильм «Томас Мюнцер» (Thomas Müntzer).
Пьесу о Мюнцере написал в частности Фридрих Вольф.
В 1976—1987 гг. в Бад-Франкенхаузене (Тюрингия) возведена Панорама Крестьянской войны в Германии (худ. Вернер Тюбке). Мюльхаузенская церковь Святой Марии, где проповедовал Мюнцер, в 1975 году стала его мемориальным музеем. Живший в Швейцарии немецкий писатель Дитер Форте написал драму «Мартин Лютер и Томас Мюнцер, или Начала бухгалтерии». Мюнцер является героем произведений некоторых советских писателей, в частности романа «Георгий Скорина» Миколы Садковича и Евгения Львова, пьесы «Написанное остаётся» Алеся Петрашкевича, романа «Под знаменем башмака» Ал. Алтаева.
Важнейшая марксистская работа о Мюнцере — «Крестьянская война в Германии» Ф. Энгельса. Энгельс трактовал Мюнцера как борца за социальное равенство (но не как представителя коммунистического мировоззрения), использовавшего библейский язык как единственно понятный тогдашним крестьянам. Критики этой точки зрения утверждают, что важнейшими в учении Мюнцера были религиозные и апокалиптические мотивы (абсолютное социальное равенство), а победа классовой справедливости сама по себе интересовала его мало.